# Clemmus humeralis
Clemmus humeralis es una especie de coleóptero de la familia Endomychidae.

## Distribución geográfica
Habita en Australia.